# Troides magellanus
Troides magellanus is een dagvlinder uit de familie Papilionidae, de grote pages. De spanwijdte bedraagt tussen de 160 en 180 millimeter.
De vlinder komt voor op de Filipijnen en Taiwan. De waardplanten zijn de Aristolochia tagala en Aristolochia kankauensis.
De vlinder is genoemd naar de ontdekkingsreiziger Fernão de Magalhães, die in 1521 op de Filipijnen om het leven kwam.